# Anomis hedys
Anomis hedys là một loài bướm đêm trong họ Erebidae.